# Гандеровиця
Гандеро́виця — село в Україні, у Закарпатській області, Мукачівському районі.

## Історія
Назва Klastromfalva має угорське походження, воно було утворено складом угорського клаштора «монастиря» і сільської назви з особистим знаком особи. Інше походження — від прізвища Гандера
Назва Klastromfalva вперше згадується в 1645 році під назвою Klastrom Falwa (Makkai 354).
Назви: 1773 — Klastromfalva, Handerovicza, 1808 — Klastromfalva, Handerowica), 1851 — Klastromfalva (Handerovicza), 1877 — Klastromfalva, Handerovica, 1944 — Klastromfalva, Гандеровица (Hnt.), 1983 — Гандеровиця, Гандеровица.
Церква Вознесіння Господнього. 1995.
За розповіддю церківника Василя Куштана, найдавнішою культовою спорудою села була дерев'яна дзвіниця кінця XIX ст.
Дерев'яну базилічну церкву каркасної конструкції споруджували від 1935 (можливо, від 1934) до 1936 р. за священика о. Петра Угрина, кураторів Юрія Токара, Івана та Михайла Варваринців на ділянці, яку дав Ал-машій. Разом з головним майстром Іваном Лендєлом з Яблунова на будівництві працювали Стефан Заяць, Василь Свирида, Іван Синитар, Іван Куштан, Михайло Ковач та столяр Василь Кампов. Тоді ж розібрали стару дзвіницю, а дзвін, що його відлили в 1898 р. в М. Ґеївцях Лайош і Шандор Ласло, перенесли до нової каркасної дерев'яної дзвіниці біля церкви. Великий дзвін виготовила фірма «Акорд» у 1935 p., а малий купили Михайло Цянько та Іван Синитар.
У 1991 р. довкола дерев'яної церкви залито фундамент під нову муровану церкву. Громада села власним коштом завершила будівництво в 1995 р., аз дерев'яної церкви залишилася західна половина, у якій відбувалися богослужіння.

## Населення
Згідно з переписом УРСР 1989 року чисельність наявного населення села становила 269 осіб, з яких 125 чоловіків та 144 жінки.
За переписом населення України 2001 року в селі мешкало 278 осіб.

### Мова
Розподіл населення за рідною мовою за даними перепису 2001 року:
| Мова       | Відсоток |
| ---------- | -------- |
| українська | 98,94 %  |
| російська  | 1,06 %   |

## Туристичні місця
- храм Вознесіння Господнього. 1995